# William Pearce (gimnastyk)
William Frederick Pearce (ur. 16 października 1875 w Londynie, zm. 17 października 1959 w Stroud) – brytyjski gimnastyk, olimpijczyk.
Wziął udział w igrzyskach olimpijskich w 1900 w Paryżu. Wystąpił w konkurencji gimnastycznej. Zawody odbyły się w dniach 29–30 lipca 1900. Pearce uzyskał wynik 238 punktów i zajął 54. miejsce (ex aequo z Richardem Genserowskim z Niemiec).
Był członkiem British College of Physical Education i instruktorem w Bowes Park Gymnastic Society.